# (269252) Bogdanstupka
(269252) Bogdanstupka ist ein Asteroid, der sich im äußeren Hauptgürtel befindet. Der Himmelskörper wurde am 27. August 2008 am Astronomischen Observatorium Andruschiwka (IAU-Code A50) in Haltschyn, Ukraine, entdeckt.
Der mittlere Durchmesser des Asteroiden wurde mithilfe des Wide-Field Infrared Survey Explorers (WISE) mit 6,159 (± 0,259) km berechnet, die Albedo mit 0,056 (± 0,006). Die niedrige Albedo weist auf eine dunkle Oberfläche hin. Die Sonnenumlaufbahn von (269252) Bogdanstupka hat mit 26,9279 Grad eine hohe Bahnneigung gegenüber der Ekliptik des Sonnensystems.
In einer Einteilung von Asteroiden nach Asteroidenfamilien von David Nesvorný, Miroslav Brož und Valerio Carruba aus dem Jahre 2015 wird (269252) Bogdanstupka der Euphrosyne-Familie zugerechnet, einer nach dem Asteroiden (31) Euphrosyne benannten Gruppe von Asteroiden. Die AstDyS-2-Datenbank weist dem Asteroiden keine Asteroidenfamilie zu.
Der Asteroid wurde am 19. September 2013 nach dem ukrainischen Schauspieler Bohdan Stupka (1941–2012) benannt.